# Zeldzame-aardemagneet

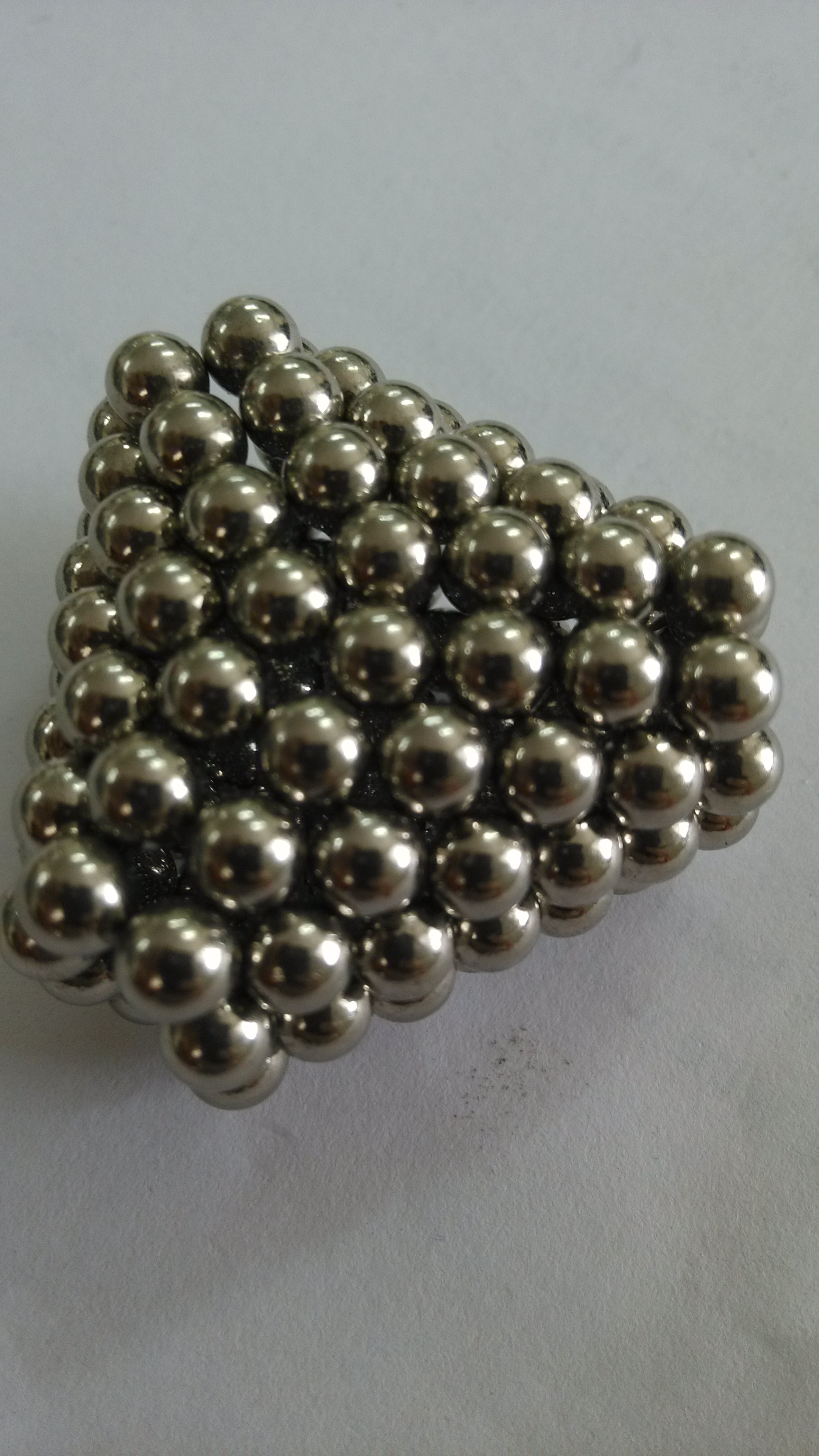
Bolvormige neodymium magneten

Zeldzame-aardemagneten zijn magneten die gebaseerd zijn op zeldzame aarden.
Ze hebben doorgaans een sterk magnetisch veld. Nd (neodymium), Sm (samarium), Pr (praseodymium) en Gd (gadolinium) worden in magneten gebruikt. Zeldzame-aardemagneten zijn bijvoorbeeld SmCo5 en Nd2Fe14B. De laatste wordt zeer veel toegepast (onder andere mobiele telefoons, harde schijven, draagbare Cd-spelers en de meeste moderne geluidssystemen).
Legeringen van zeldzame aarden worden ook toegepast bij motorfietsen die met een kleine dynamo moeten worden uitgerust (bijvoorbeeld vanwege de grondspeling).